# جلی‌فیش
کمپانی جلی‌فیش، یک کمپانی سرگرمی در کرهٔ جنوبی می‌باشد که توسط آهنگساز و تولیدکننده هوانگ سه‌جون در کرهٔ جنوبی بنا شده‌است.
کمپانی جلی‌فیش خانهٔ هنرمندانی مانند پارک یون‌ها، سونگ شی کیونگ، جانگ هه جین، ویکس و گوگودان می‌باشد. این کمپانی هم‌چنین خانهٔ بازیگرانی مانند پارک جونگ آه، چوی جی نا، کیم یه وون و پارک جونگ سی می‌باشد.

## تاریخچه
کمپانی جلی‌فیش در ۱۷ آگوست سال ۲۰۰۷ توسط آهنگساز و تولیدکننده، هوانگ سه جون در کرهٔ جنوبی بنا شد. اولین هنرمندی که زیر نظر این کمپانی شروع به فعالیت کرد سونگ شی کیونگ بود که با آهنگ «بار دیگر جدایی» شروع به‌کار کرد. اولین گروه ساخته شده توسط این کمپانی ویکس و اولین زیرگروه هم ویکس ال آر می‌باشد.

## هنرمندان

### هنرمندان ضبط
| خواننده‌های سولو - پارک یون‌ها - کیم سه جونگ - جانگ هه جین - لئو - هیوک - کن - ایم سولونگ | گروه‌ها - ویکس - گوگودان - وری وری زیرگروه‌ها - ویکس ال آر - گوگودان سمینا |

### هنرمندان استودیو
- هوانگ سه‌جون (پرندۀ زرد) (اجرایی)
- ملودیزاین

منبع:

### بازیگران
- کانگ جی هوان
- لی جونگ وون
- پارک جونگ سو
- کیم سان یونگ
- پارک جونگ آه
- چویی جی نا
- گونگ هیون جو
- جونگ سو مین
- چو هه جونگ
- کیم یه وون
- کیم گیو سون
- بک سو ای
- جی یئول

منبع:

## هنرمندان سابق
- کیم هیونگ جونگ (۲۰۰۸-۲۰۰۹)
- آلتیر (لی جی هون) (۲۰۰۹)
- کیون وو (۲۰۱۰)
- لیسا (۲۰۰۸-۲۰۱۰)
- پارک هاک کی (۲۰۰۸-۲۰۱۱)
- پارک جانگ هیون (۲۰۱۱)
- بریان جو (۲۰۱۰-۲۰۱۲)
- لی سوک هون (اس‌جی وانابی) (۲۰۱۲-۲۰۱۳)
- پارک هیوشین (۲۰۰۸-۲۰۱۶)
- سو این گوک (۲۰۰۹-۲۰۱۷)
- سونگ شی کیونگ (۲۰۰۷-۲۰۱۸)
- راوی (۲۰۱۹-۲۰۱۲)

## دیسکوگرافی

### آلبوم‌های پروژه‌ای
| - جلی کریسمس (۲۰۱۰) - جلی کریسمس ۲۰۱۱ - جلی کریسمس ۲۰۱۲ پروژۀ قلب - 겨울 고백 (جلی کریسمس ۲۰۱۳) - جلی کریسمس ۲۰۱۵ – ۴랑 - جلی کریسمس ۲۰۱۶ | - پرندۀ زردِ جزیرۀ جلی‌فیش با لی سوک هون (۲۰۱۲) - پرندۀ زردِ جزیرۀ جلی‌فیش با سو این گوک (۲۰۱۳) - پرندۀ زردِ جزیرۀ جلی‌فیش با ویکس و اُکدال (۲۰۱۳) - پرندۀ زردِ جزیرۀ جلی‌فیش با لین و لئو (۲۰۱۴) |

### پروژه‌ها
- جلی‌باکس

### موسیقی سریال
- افسانه دریای آبی (۲۰۱۷)
- نوازش قلبت (۲۰۱۹)

## کنسرت‌ها
- زندۀ جلی‌فیش (ژاپن ۲۰۱۲)
- شوکیس پرندۀ زرد از جزیرۀ جلی‌فیش (۲۰۱۳)

## فیلم‌شناسی
- ۲۰۱۲: مایدول، برنامه‌ای که برای تشکیل اولین گروه موسیقی کمپانی یعنی ویکس ساخته شد.[۵][۶]

## مشارکت‌ها

### کمپانی‌های مرتبط
| کرهٔ جنوبی - موسیقی و سرگرمی سی‌جِی - سرگرمی لوئن (انتشارهای انتخابی) ژاپن - کمپانی ویکتور(ویکس) (۲۰۱۲–هم‌اکنون) - نیپون کراون(سو این گوک) (۲۰۱۳–۲۰۱۷) | چین - کیوکیو(ویکس) (۲۰۱۵–هم‌اکنون) تایوان - اَوکس تایوان(ویکس، گوگودان) (۲۰۱۵–هم‌اکنون) |